# В ночь на новолуние
«В ночь на новолуние» — советский фильм 1977 года режиссёра Юсупа Даниялова по мотивам одноимённой повести Народного писателя Абхазии Шалойи Аджинджала, снимался в Абхазии в селе Арасадзых, стал значительным событием на пути развития абхазского киноискусства.

## Сюжет
Абхазия. Начало 1921 года. Чтобы участвовать в установлении Советской власти на Кавказе из России после долгого отсутствия в родное село возвращается Алхас — крестьянин, солдат, большевик-подпольщик. Красавица Адица, дочь князя Нахарбея, которому принадлежит село и все окрестные земли, сразу замечает героя и наперекор сословным различиям молодые люди полюбили друг друга. Но её отец хотел бы выдать дочь за князя Сафарбея. Кроме того, князь не принял новой власти и взялся за оружие. Банда Сафарбея убивает связного Красной Армии Кораблева. В село приезжает вдова Кораблева и организует сельскую школу. Бандиты убивают Алхаса и Наташу Кораблеву. Адица усыновляет сына убитой Наташи и сама становится учительницей. Открывшейся в селе после установления советской власти (время действия финальной сцены — конец 1970-х годов) школе присвоили имя Алхаса.

## В ролях
- Дагун Омаев — Алхас Ацанба
- Медея Ченгелия — Адица
- Азиз Агрба — Нахарбей
- Ислам Казиев — Сафарбей
- Наталья Величко — Наташа Кораблева
- Валерий Козинец — Василий Кораблев
- Шарах Пачалиа — Гедлач, отец Алхаса
- Виолетта Маан — мать Алхаса
- Вячеслав Аблотиа — Шахан
- Михаил Кове — Саид
- Амиран Таниа — Хапара
- Разанбей Агрба — Далатбей

В эпизодах:
- Игорь Кашинцев
- Владимир Козелков
- Сергей Габниа
- Чинчор Джениа
- Рушни Джопуа
- Олег Лагвилава
- Сергей Сакания
- Софья Агумава
- Минадора Зухба
- Нелли Лакоба
- Екатерина Шакирбай